# Panjange mirabilis
Panjange mirabilis là một loài nhện trong họ Pholcidae. Loài này được phát hiện ở Queensland.